# Angelus Kujur
Angelus Kujur SJ (* 14. Juli 1946 in Mundaltoli) ist ein indischer Ordensgeistlicher und emeritierter römisch-katholischer Bischof von Purnea.

## Leben
Angelus Kujur trat der Ordensgemeinschaft der Jesuiten bei und empfing am 13. April 1980 die Priesterweihe. Er studierte Psychologie und Spiritualität von 1981 bis 1985 an der Päpstlichen Universität Gregoriana in Rom. Danach war er Pfarrer und Novizenmeister in Jisu Jaher, Dumka und ab 1989 erster Provinzial der Jesuitenprovinz Dumka-Raiganj.
Papst Benedikt XVI. ernannte ihn am 20. Januar 2007 zum Bischof von Purnea. Die Bischofsweihe spendete ihm der Erzbischof von Ranchi, Telesphore Placidus Kardinal Toppo, am 18. April desselben Jahres; Mitkonsekratoren waren Vincent Barwa, Weihbischof in Ranchi, und Julius Marandi, Bischof von Dumka.
Am 8. Dezember 2021 nahm Papst Franziskus das von Angelus Kujur aus Altersgründen vorgebrachte Rücktrittsgesuch an.